# Elecciones presidenciales de Estados Unidos de 1928
Las elecciones presidenciales de Estados Unidos de 1928 supusieron un nuevo período presidencial para el Partido Republicano, que gobernaba el país desde las elecciones de 1920. Esta vez fue elegido el secretario de Comercio Herbert Hoover tras el rechazo del presidente Calvin Coolidge a ser candidato nuevamente.
Hoover era visto como el más apropiado para continuar con la prosperidad por la que pasaba el país. Por su parte, los demócratas nominaron al gobernador de Nueva York Al Smith, quien despertó suspicacias en su propio partido por sus lazos con Tammany Hall, mientras que los más conservadores de ambos partidos atacaron su catolicismo y su oposición a la Prohibición. 
Esta fue la primera vez en que un republicano ganó en una cantidad significativa de estados que formaron parte de la Confederación. También fue la última vez en que los republicanos se harían con la Casa Blanca hasta 1952, y sería la última ocasión hasta 2016 en que aquel partido ganara sin que apareciese Richard Nixon o algún miembro de la familia Bush como candidato a Presidente o Vicepresidente.